# Chidi Odiah
Chukwudi Odiah, född 17 december 1983 i Port Harcourt, Nigeria, är en nigeriansk före detta fotbollsspelare som avslutade sin karriär i PFC CSKA Moskva.